# Moe (termine)
Moe (萌え? ) è una parola giapponese che originariamente si riferisce all'attrazione o all'amore per i personaggi di manga, anime e/o videogiochi. Per esempio, meganekko-moe (眼鏡っ娘萌え? lett. "moe per le ragazze con gli occhiali"), descrive una persona che è attratta da personaggi con gli occhiali.

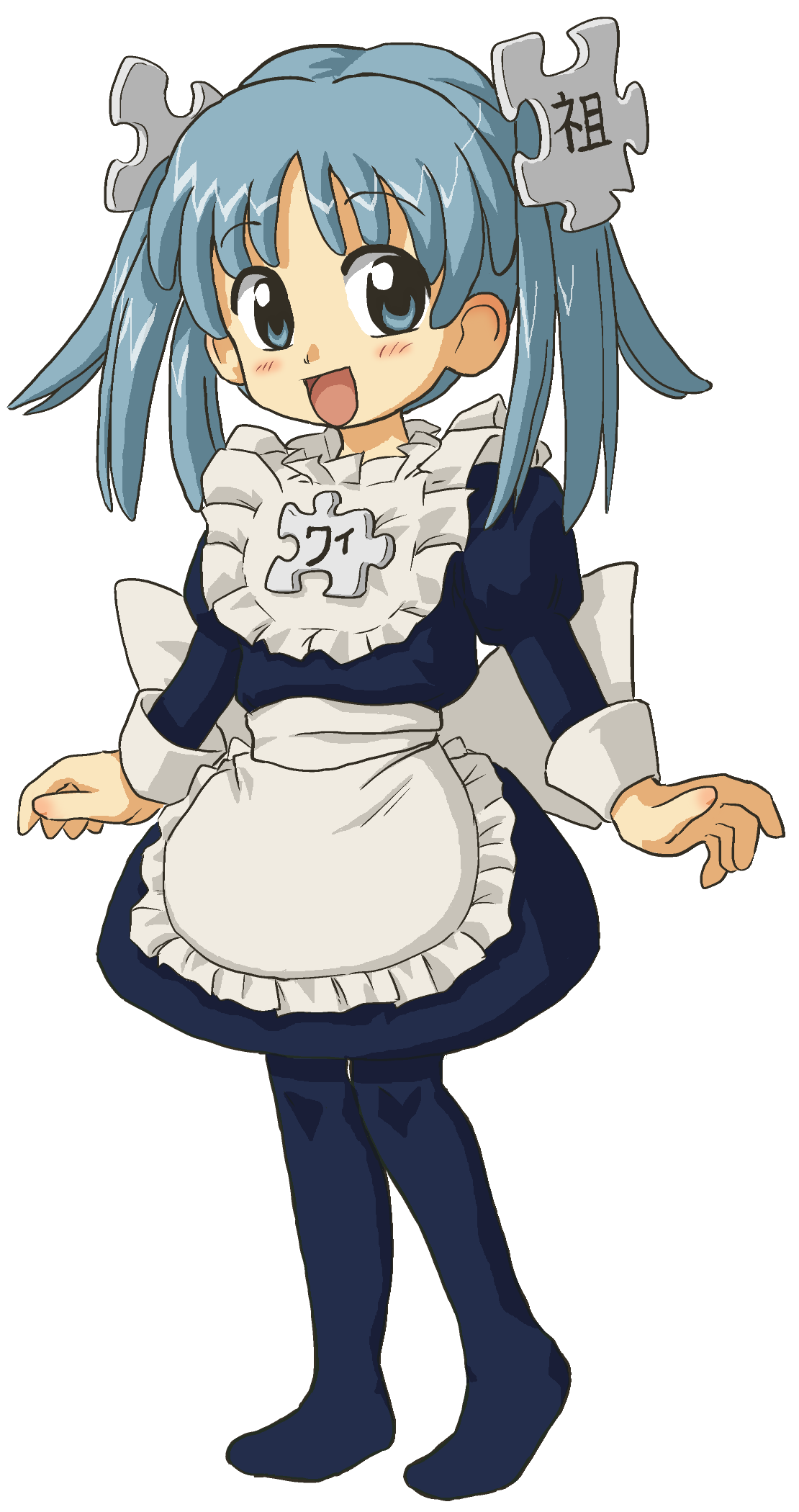
Wikipe-tan ha i caratteri dei personaggi moe

Il termine ha poi assunto un significato più generale, corrispondente ad un hobby, un entusiasmo, una passione. Per esempio, tetsudō-moe (鉄道萌え? lett. "moe per i treni"), è semplicemente un interessamento appassionato verso i treni.
"Moe!" è anche usato nella comunità degli otaku come un'esclamazione riferita ad un personaggio che l'interlocutore considera moekko, una ragazza candida oppure una persona affascinante e graziosa. La moekko è una ragazza considerata carina e dall'aspetto dolce e innocente, ingenua, timida e ancora inesperta nei rapporti con l'altro sesso, e imbranata, ma inconsapevolmente attraente.
Spesso viene considerato un termine senza un significato preciso e assoluto, ma che si usa associato a personaggi ritenuti graziosi, adorabili. Viene anche utilizzato in alcuni anime, come The World God Only Knows, Steins;Gate, Host Club - Amore in affitto, Lucky Star, Maid-sama!, No game no life e La malinconia di Haruhi Suzumiya.

## Pronuncia e scrittura
In Occidente sono usate entrambe le scritture moe e moé. Alcuni aggiungono un accento per indicare che la parola dovrebbe essere pronunciata con due morae, ma quest'uso non si conforma ad alcuno standard di romanizzazione.